# واکاپالقا
واکاپالقا (به اسپانیایی: Wakapallqa) یک کوه در پرو است که در Peru, Arequipa Region, Castilla Province واقع شده‌است. واکاپالقا ۵٬۰۰۰ متر بالاتر از سطح دریا واقع شده‌است.